# 임연수어
임연수어(林延壽魚)는 쥐노래미과에 속하는 물고기의 일종이다. 주 개체군은 오호츠크 연안에서 발견된다.

## 이름과 문화
임연수어가 등장하는 가장 오래된 문헌은 《동국여지승람》(1481)에 기록된 臨淵水魚이다. 林延壽魚라는 표기는 《난호어목지》(1820년경)에 등장하며, 임연수라는 사람이 물고기를 잘 낚아서 이름이 유래했다는 민간어원도 같이 기록되어 있다. 김양섭은 이것이 당시 어획 기술의 발전에 따라 조업량이 늘어났던 사실이 설화로 표현된 것이라고 풀이했다.

## 특징
몸길이 45cm 가량으로 모양이 쥐노래미와 비슷하나 꼬리 자루가 가늘고 머리가 작으며, 몸빛은 노랑 바탕에 다섯 줄의 검은색 세로띠가 있다. 한해성 어종으로 한국과 일본에 분포한다.

## 식용

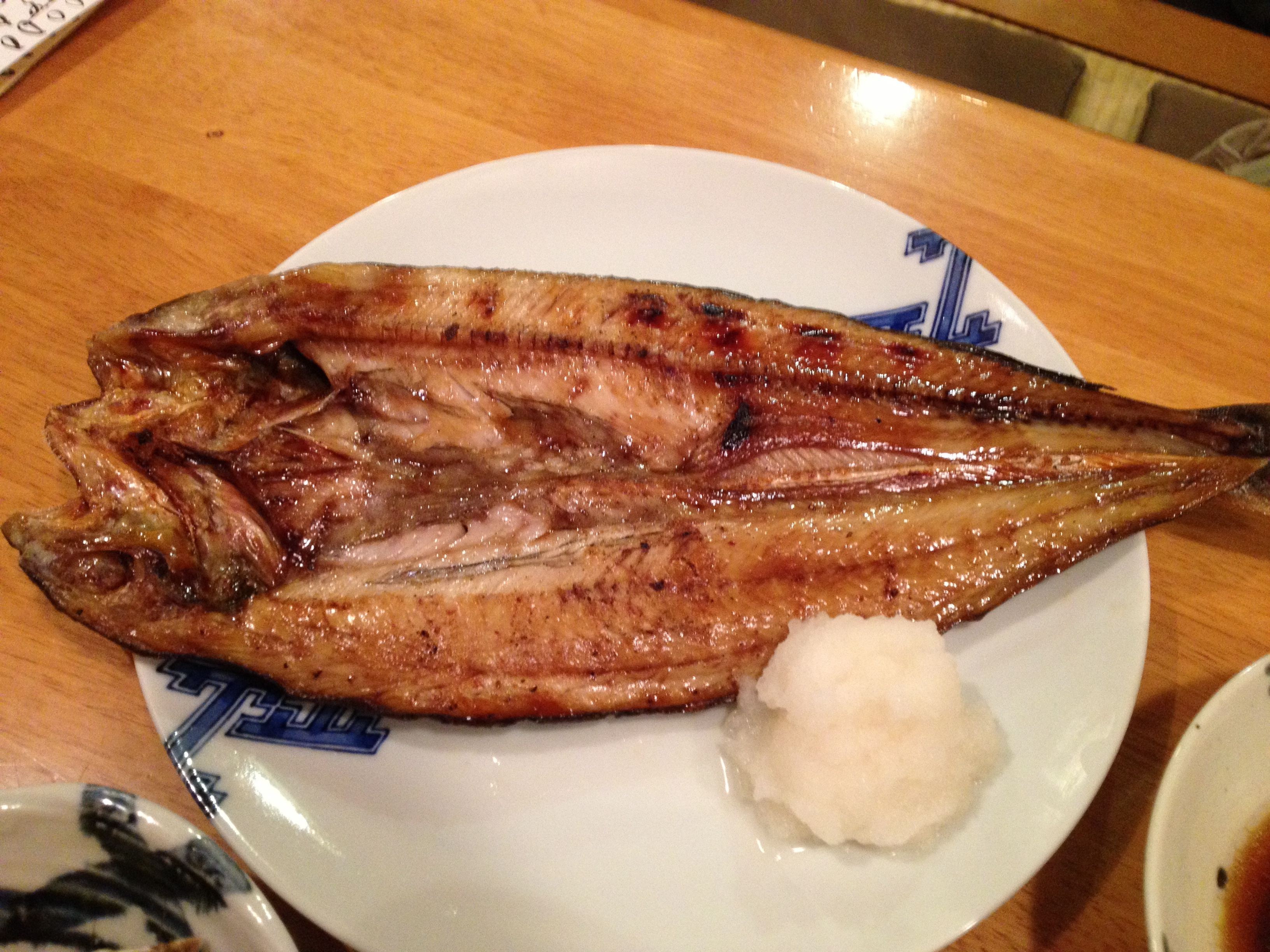